# جداسازی کاغذ
جداسازی کاغذ (انگلیسی: Paper splitting) روشی برای حفظ و بازیابی کاغذهای شکننده کتاب‌ها و نشریات قدیمی کتابخانه‌ای و بایگانی است. در این فرایند جلو و پشت یک ورق کاغذ از هم جدا می‌شوند. قبل از اتصال مجدد این دو بخش، یک تکه کاغذ عاری از اسید بین این دو ورق اسیدی قرار می‌گیرد. هدف، کاهش تخریب اسیدی در کاغذ است. امروزه یک دستگاه جداسازی کاغذ ساخته شده‌است، اما به‌طور گسترده مورد استفاده قرار نمی‌گیرد.